# Micul război
A Private Little War este un episod din sezonul al II-lea al Star Trek: Seria originală care a avut premiera la 2 februarie 1968.

## Prezentare
Căpitanul Kirk trebuie să decidă cum să salveze o populație primitivă de contaminarea tehnologică a klingonienilor.